# 拉伯凱撒齊普夫山

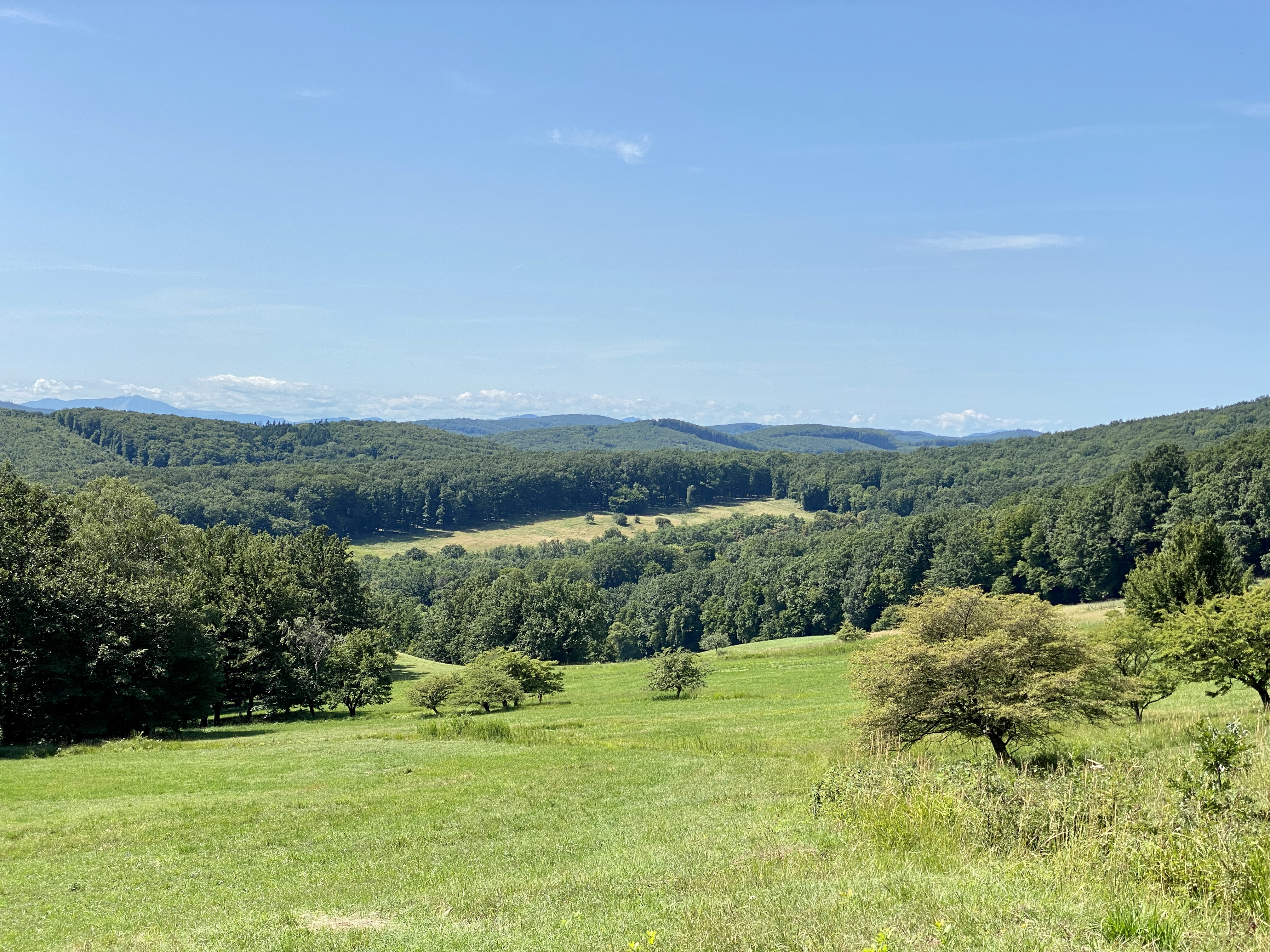
拉伯凱撒齊普夫山

48°09′28″N 16°12′07″E / 48.157754°N 16.201966°E
拉伯凱撒齊普夫山（德語：Laaber Kaiserzipf），是奧地利的山峰，位於該國東北部，由維也納負責管轄，屬於維也納林山的一部分，處於林區拉布和維也納附近布賴滕富特接壤的邊界，海拔高度382米。